# Provincieraad

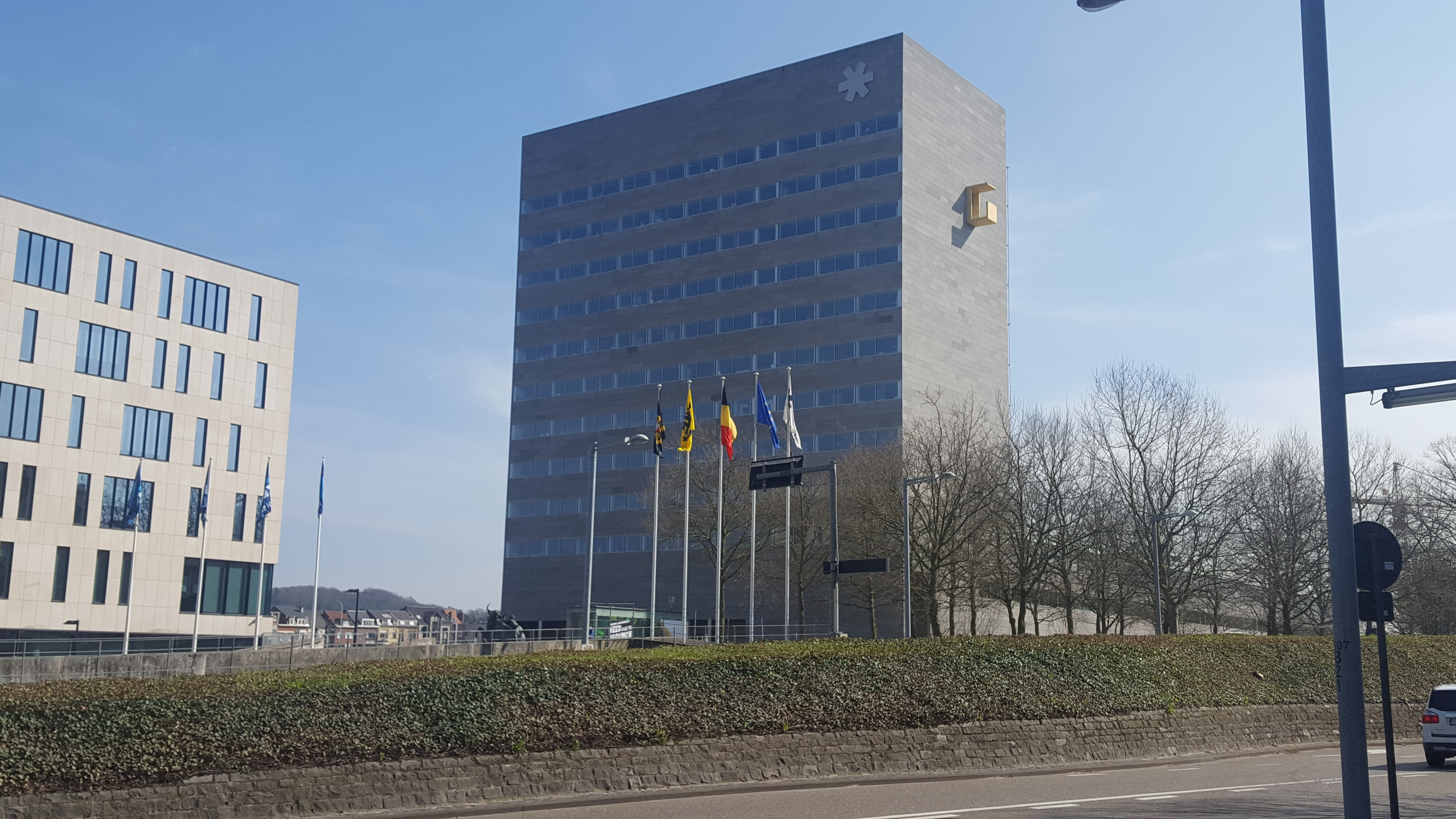
De zetel van de Provincieraad van Vlaams-Brabant is gevestigd in het Provinciehuis in Leuven.

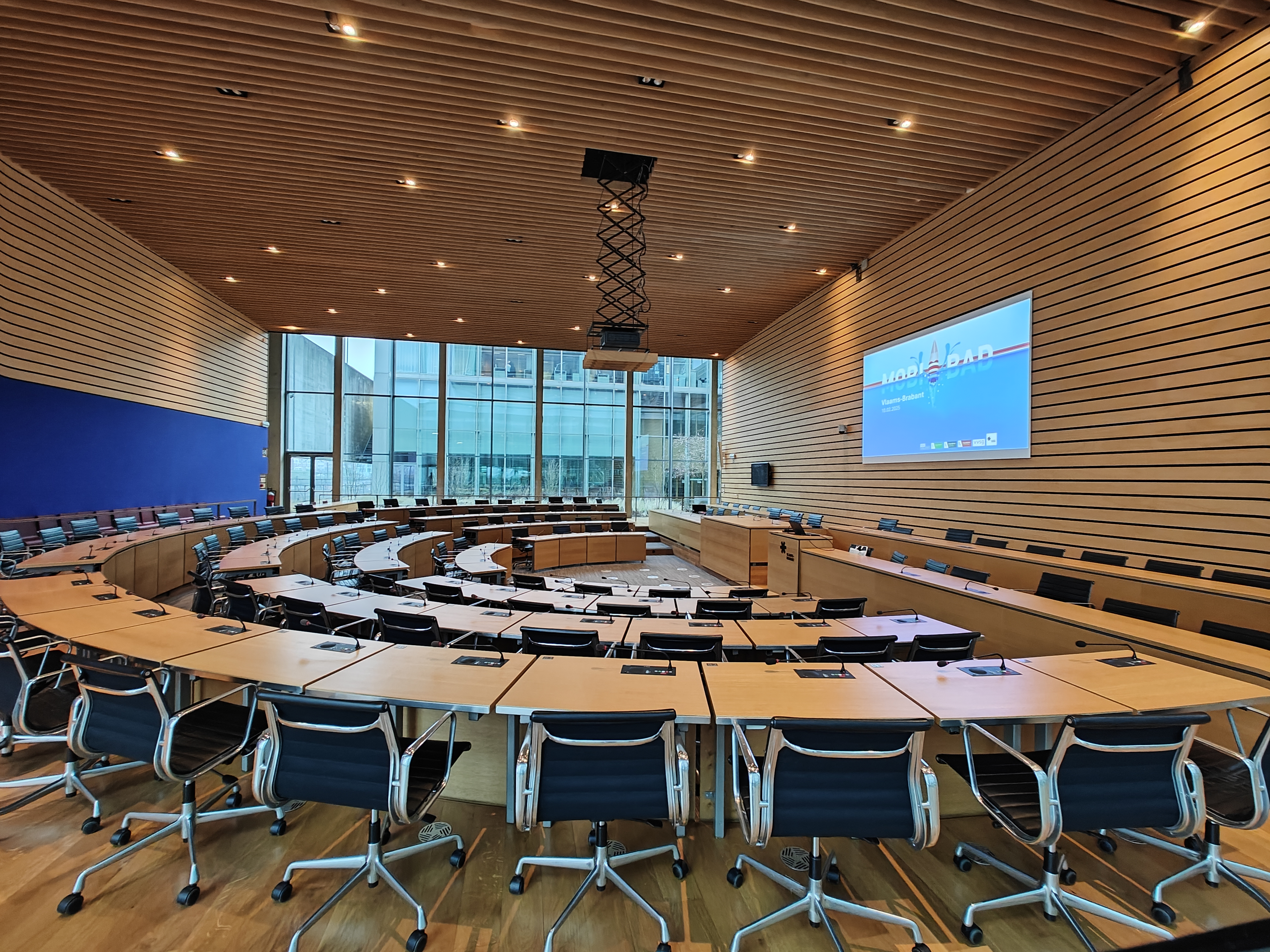
De provincieraadzaal van Vlaams-Brabant

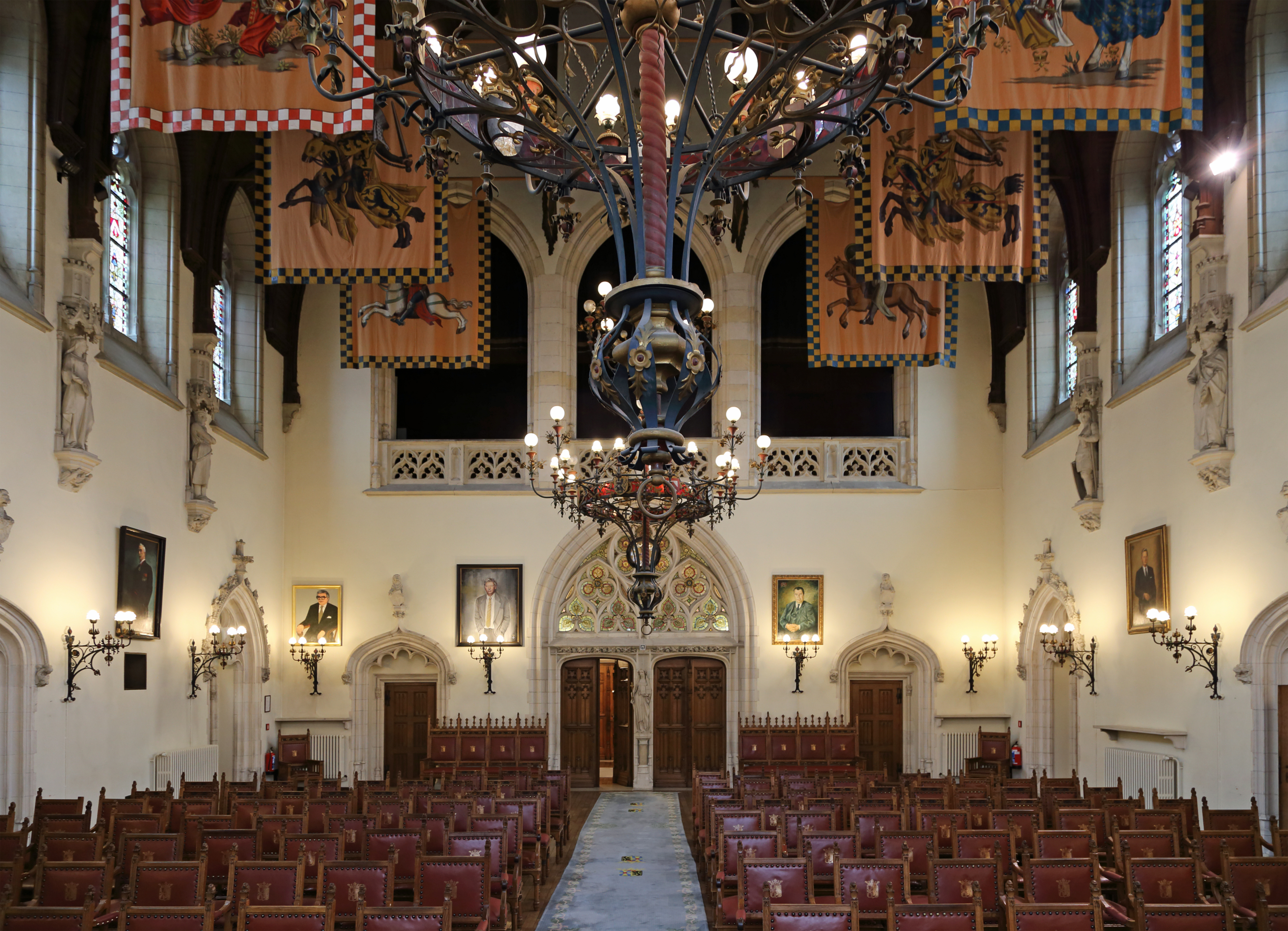
De provincieraadzaal van West-Vlaanderen in Brugge (Provinciaal Hof)

De Provincieraad is de volksvertegenwoordiging van een Belgische provincie. Over heel België zijn er 10 provincieraden verspreid met samen 404 leden. Deze instelling is historisch gegroeid uit de Provinciale Staten. Het Nederlands equivalent heet nog steeds Provinciale Staten.

## Verkiezingen
De provincieraden worden samen met de gemeenteraden om de zes jaar vernieuwd op de tweede zondag van oktober. De laatste keer was op 13 oktober 2024. Voor 1994 werden ze samen met het federale parlement vernieuwd omdat er toen ook senatoren waren die door de provincieraadsleden werden verkozen.
De provincieraadsleden worden verkozen via evenredige vertegenwoordiging, meer bepaald het systeem D'Hondt. Dat is het gebruikelijke systeem voor de meeste verkiezingen in België. Specifiek is wel dat de provincieraadsleden niet in één kieskring per provincie, maar wel in kleine kieskringen (die "districten" worden genoemd) worden verkozen, met een systeem van apparentering op het niveau van de kiesarrondissementen. Apparentering houdt in dat de meeste zetels evenredig verdeeld worden op het niveau van het kiesdistrict, maar dat sommige zetels op het niveau van het arrondissement worden verdeeld. Zo wordt een evenredige verdeling van de zetels over de kiesdistricten gecombineerd met een evenredige verdeling van de zetels onder de partijen op het niveau van het arrondissement. (Apparentering werd t.e.m. 1999 ook gebruikt om de federale Kamer en het Vlaams en Waals parlement te verkiezen.) Het aantal te verdelen zetels is afhankelijk van het inwonertal en kan dus elke zes jaar veranderen.

## Bestuur
De provincieraad kiest uit zijn midden de deputatie, het bestuur van de provincie met aan het hoofd de gouverneur die door de koning wordt benoemd. De provincieraad vergadert zo dikwijls als noodzakelijk, met een minimum van tien vergaderingen per jaar, wat veelal neerkomt op eenmaal per maand. De voorzitter van de provincieraad is bevoegd voor het bijeenroepen van de provincieraad en stelt de agenda van de vergadering op. De Belgische provincieraad is te vergelijken met de Nederlandse Provinciale Staten, deze kiest uit zijn midden de Gedeputeerde Staten na de vierjaarlijkse Provinciale Statenverkiezingen. Deze Gedeputeerde Staten zijn vergelijkbaar met de Belgische provinciale Deputatie.
De vergaderingen van de provincieraad zijn openbaar, behalve als het om persoonlijke aangelegenheden gaat, of als de provincieraad met twee derde van de aanwezige leden hiertoe beslissen in het belang van de openbare orde of op grond van ernstige bezwaren tegen de openbaarheid. De notulen van de openbare zitting van de provincieraad zijn openbaar en eventueel te verkrijgen door gebruik te maken van de wetgeving openbaarheid van bestuur. Iedere burger kan een verzoekschrift indienen bij de provincieraad betreffende een onderwerp dat tot de bevoegdheden van de provincie behoort.

## Provincieraden
Sinds de splitsing van de provincie Brabant heeft Brussel-Hoofdstad geen provinciaal niveau en bestaan de volgende tien provincies met elk een provincieraad (met het aantal leden in de vorige legislatuur 2019-2024):
Vlaamse provincies
| Provincie       | Aantal zetels per partij | Aantal zetels per partij | Aantal zetels per partij | Aantal zetels per partij | Aantal zetels per partij | Aantal zetels per partij | Aantal zetels per partij | Aantal zetels per partij | Aantal zetels per partij |
| Provincie       | N-VA                     | CD&V                     | VB                       | Open Vld                 | Groen                    | sp.a                     | PVDA                     | UF                       | Totaal                   |
| --------------- | ------------------------ | ------------------------ | ------------------------ | ------------------------ | ------------------------ | ------------------------ | ------------------------ | ------------------------ | ------------------------ |
| Antwerpen       | 14                       | 6                        | 6                        | 2                        | 5                        | 2                        | 1                        | -                        | 36                       |
| Limburg         | 7                        | 10                       | 4                        | 4                        | 1                        | 5                        | -                        | -                        | 31                       |
| Oost-Vlaanderen | 8                        | 7                        | 6                        | 7                        | 5                        | 3                        | -                        | -                        | 36                       |
| Vlaams-Brabant  | 10                       | 7                        | 3                        | 5                        | 6                        | 3                        | -                        | 2                        | 36                       |
| West-Vlaanderen | 7                        | 10                       | 5                        | 5                        | 4                        | 5                        | -                        | -                        | 36                       |
| Totaal          | 46                       | 40                       | 24                       | 23                       | 21                       | 18                       | 1                        | 2                        | 175                      |

Waalse provincies
| Provincie     | Aantal zetels per partij | Aantal zetels per partij | Aantal zetels per partij | Aantal zetels per partij | Aantal zetels per partij | Aantal zetels per partij | Aantal zetels per partij | Aantal zetels per partij |
| Provincie     | MR                       | Ecolo                    | PS                       | cdH                      | Défi                     | PTB                      | PP                       | Totaal                   |
| ------------- | ------------------------ | ------------------------ | ------------------------ | ------------------------ | ------------------------ | ------------------------ | ------------------------ | ------------------------ |
| Henegouwen    | 12                       | 11                       | 27                       | 4                        | 0                        | 2                        | 0                        | 56                       |
| Luik          | 15                       | 12                       | 17                       | 6                        | 0                        | 6                        | 0                        | 56                       |
| Luxemburg     | 12                       | 4                        | 7                        | 14                       | 0                        | 0                        | 0                        | 37                       |
| Namen         | 12                       | 8                        | 8                        | 6                        | 2                        | 1                        | 0                        | 37                       |
| Waals-Brabant | 16                       | 9                        | 6                        | 3                        | 3                        | -                        | 0                        | 37                       |
| Totaal        | 67                       | 44                       | 65                       | 33                       | 5                        | 9                        | 0                        | 223                      |

## Evolutie aantal leden
In de provinciewet van 1836 werden de volgende initiële aantallen vastgelegd:
- Antwerpen: 46
- Brabant: 57
- West-Vlaanderen: 64
- Oost-Vlaanderen: 73
- Henegouwen: 61
- Luik: 50
- Limburg: 46, gewijzigd naar 33 in 1839
- Luxemburg: 45, gewijzigd naar 34 in 1839
- Namen: 43

Deze aantallen werden aangepast aan de bevolkingsgroei (binnen de twee jaar na elke tienjaarlijkse volkstelling, stelde de wet van 28 maart 1872) en bereikten een totaal van 669 raadsleden anno 1921.
De provinciekieswet van 19 oktober 1921 legde de volgende categorieën vast in de provinciewet, later gewijzigd bij wet van 16 juli 1993:
- 50 (47 vanaf 1993) leden in provincies beneden 250 000 inwoners (hieronder viel Luxemburg)
- 60 (56 vanaf 1993) leden in provincies van 250 000 tot 500 000 inwoners (hieronder viel Namen en tot 1965 Limburg)
- 70 (65 vanaf 1993) leden in provincies van 500 000 tot 750 000 inwoners (hieronder viel vanaf 1965 Limburg)
- 80 (75 vanaf 1993) leden in provincies van 750 000 tot 1 000 000 inwoners (hieronder viel tot 1974 West-Vlaanderen)
  - De wet van 11 april 1936 stelde 86 (80 vanaf 1993) als aantal vast specifiek voor de provincieraad van Luik wanneer de provincie in deze categorie viel (dit was het geval tot 1974 en tussen 1985 en 2000)
- 90 (84 vanaf 1993) leden in provincies van 1 000 000 inwoners en meer (hieronder viel Antwerpen, Brabant, Oost-Vlaanderen, Henegouwen, vanaf 1974 West-Vlaanderen en tussen 1974 en 1985 en vanaf 2000 Luik)

Van 1949 tot en met 1991 vielen de provincieraadsverkiezingen samen met de parlementsverkiezingen. Met de vierde staatshervorming werd de provincie Brabant gesplitst en vallen de verkiezingen samen met de gemeenteraadsverkiezingen.
Sinds de regionalisering van de bevoegdheid over provincies (vijfde staatshervorming) per 1 januari 2002 is de provinciewet vervangen door een Waals en Vlaams decreet van respectievelijk 12 februari 2004 en 9 december 2005. Het Waals decreet voorzag een vermindering vanaf 2012 en het Vlaams decreet vanaf 2012 en vervolgens opnieuw vanaf 2018.
Dit geeft de volgende aantallen doorheen de tijd:
| Wet / Verkiezingen                                                                                                | Antwerpen | Limburg | Oost-Vl. | West-Vl. | Brabant    | Brabant   | Henegouwen | Luik | Luxemburg | Namen | Totaal |
| --- | --------- | ------- | -------- | -------- | ---------- | --------- | ---------- | ---- | --------- | ----- | ------ |
| Provinciewet van 1836                                                                                             | 46        | 46      | 73       | 64       | 57         | 57        | 61         | 50   | 45        | 43    | 485    |
| 1839 | 46        | 33      | 73       | 64       | 57         | 57        | 61         | 50   | 34        | 43    | 461    |
| 1860 | 56        | 40      | 77       | 68       | 69         | 69        | 72         | 63   | 41        | 52    | 538    |
| 1872 | 58        | 40      | 80       | 69       | 73         | 73        | 76         | 67   | 41        | 55    | 559    |
| 1878 (na volkstelling 1876)                                                                                       | 67        | 41      | 87       | 71       | 81         | 81        | 85         | 74   | 43        | 57    | 606    |
| 1882 (na volkstelling 1880)                                                                                       | 70        | 42      | 92       | 71       | 87         | 87        | 88         | 82   | 43        | 60    | 635    |
| wet van 22 april 1898                                                                                             | 73        | 44      | 93       | 76       | 91         | 91        | 89         | 83   | 44        | 62    | 655    |
| wet van 8 april 1903                                                                                              | 75        | 48      | 93       | 78       | 93         | 93        | 91         | 84   | 44        | 64    | 670    |
| wet van 19 oktober 1921                                                                                           | 80        | 60      | 90       | 80       | 90         | 90        | 90         | 80   | 50        | 60    | 680    |
| wet van 8 augustus 1925 wet van 11 april 1936 24 februari 1946 26 juni 1949 4 juni 1950 1 juni 1958 26 maart 1961 | 90        | 60      | 90       | 80       | 90         | 90        | 90         | 86   | 50        | 60    | 696    |
| 23 mei 1965 31 maart 1968 7 november 1971                                                                         | 90        | 70      | 90       | 80       | 90         | 90        | 90         | 86   | 50        | 60    | 706    |
| 10 maart 1974 17 april 1977 17 december 1978 8 november 1981                                                      | 90        | 70      | 90       | 90       | 90         | 90        | 90         | 90   | 50        | 60    | 720    |
| 13 oktober 1985 13 december 1987 24 november 1991                                                                 | 90        | 70      | 90       | 90       | 90         | 90        | 90         | 86   | 50        | 60    | 716    |
| Verkiezingen | Antwerpen | Limburg | Oost-Vl. | West-Vl. | Vlaams-Br. | Waals-Br. | Henegouwen | Luik | Luxemburg | Namen | Totaal |
| 9 oktober 1994 | 84        | 75      | 84       | 84       | 75         | 56        | 84         | 80   | 47        | 56    | 725    |
| 8 oktober 2000 | 84        | 75      | 84       | 84       | 84         | 56        | 84         | 84   | 47        | 56    | 738    |
| 8 oktober 2006 | 84        | 75      | 84       | 84       | 84         | 56        | 84         | 84   | 56        | 56    | 747    |
| 14 oktober 2012                                                                                                   | 72        | 36      | 72       | 72       | 72         | 37        | 56         | 56   | 37        | 37    | 547    |
| 14 oktober 2018                                                                                                   | 36        | 31      | 36       | 36       | 36         | 37        | 56         | 56   | 37        | 37    | 398    |
| 13 oktober 2024                                                                                                   | 36        | 31      | 36       | 36       | 36         | 37        | 56         | 56   | 37        | 43    | 404    |

## Structuur
| Provincieraad    | Provincieraad    | Supranationaal                                                  | Nationaal                                                       | Nationaal                         | Gemeenschap                                                                                   | Gewest                                                                               | Provincie | Arrondissement          | Provinciedistrict | Kanton          | Gemeente        | District         |
| ---------------- | ---------------- | --------------------------------------------------------------- | --------------------------------------------------------------- | --------------------------------- | --------------------------------------------------------------------------------------------- | ------------------------------------------------------------------------------------ | --- | ----------------------- | ----------------- | --------------- | --------------- | ---------------- |
| Administratief   | Niveau           | Europese Unie                                                   | België                                                          | België                            | Vlaanderen Wallonië                                                                           | Vlaanderen Wallonië                                                                  | Antwerpen Limburg Oost-Vlaanderen West-Vlaanderen Vlaams-Brabant Luik Henegouwen Namen Waals-Brabant Luxemburg | 43                      | 43                | 43              | 589             | 9                |
| Administratief   | Niveau           | Europese Unie                                                   | België                                                          | België                            | Vlaamse Gemeenschap Franse Gemeenschap Duitstalige Gemeenschap                                | Vlaams Gewest Waals Gewest Brussels Hoofdstedelijk Gewest                            | Antwerpen Limburg Oost-Vlaanderen West-Vlaanderen Vlaams-Brabant Luik Henegouwen Namen Waals-Brabant Luxemburg | 43                      | 43                | 43              | 589             | 9                |
| Administratief   | Bestuur          | Europese Commissie                                              | Belgische regering                                              | Belgische regering                | Vlaamse regering Franse gemeenschapsregering Regering van de Duitstalige Gemeenschap          | Vlaamse regering Waalse Regering Brusselse Hoofdstedelijke Regering                  | Deputatie | Deputatie               | Deputatie         | Deputatie       | Gemeentebestuur | Districtscollege |
| Administratief   | Raad             | Europees Parlement                                              | Senaat                                                          | Kamer van volksvertegenwoordigers | Vlaams Parlement Parlement van de Franse Gemeenschap Parlement van de Duitstalige Gemeenschap | Vlaams Parlement Waals Parlement Brussels Hoofdstedelijk Parlement                   | Provincieraad                                                                                                  | Provincieraad           | Provincieraad     | Provincieraad   | Gemeenteraad    | Districtsraad    |
| Kiesomschrijving | Kiesomschrijving | Frans Kiescollege Nederlands Kiescollege Duitstalig Kiescollege | Frans Kiescollege Nederlands Kiescollege Duitstalig Kiescollege | 12 kieskringen                    | 12 kieskringen                                                                                | 12 kieskringen                                                                       | 12 kieskringen                                                                                                 | 46 kiesarrondissementen | 69                | 208             | 589             | 9                |
| Verkiezing       | Verkiezing       | Europese                                                        | Federale                                                        | Federale                          | Vlaamse, Brusselse, Waalse, Duitse Gemeenschaps-, en Franse Gemeenschapsverkiezingen          | Vlaamse, Brusselse, Waalse, Duitse Gemeenschaps-, en Franse Gemeenschapsverkiezingen | Provincieraads-                                                                                                | Provincieraads-         | Provincieraads-   | Provincieraads- | Gemeenteraads-  | Districtsraads-  |